# Standing Next to Me
Standing Next to Me è il secondo singolo dai The Last Shadow Puppets. È uscito il 7 luglio 2008 nel Regno Unito distribuito dalla Domino Records.

## Video
Il video della canzone è stato girato dal regista Richard Ayoade e ha come protagonisti Turner e Kane che cantano in uno studio cinematografico, con scenografie che si rifanno agli ambienti mod anni sessanta.

## Classifiche
| Chart (2008)           | Peak position |
| ---------------------- | ------------- |
| Official Singles Chart | 30            |
| Spain Singles Top 50   | 13            |
| France Singles Top 100 | 64            |

## Tracce
Tutte le canzoni sono state scritte da Alex Turner e Miles Kane.

### CD
- Standing Next to Me (2:18)
- Hang the Cyst (6:40)
- Gas Dance (3:37)

### 7"
- Standing Next to Me (2:18)
- Gas Dance (3:37)